# Patikraja (plaats)
Patikraja is een bestuurslaag in het regentschap Banyumas van de provincie Midden-Java, Indonesië. Patikraja telt 5212 inwoners (volkstelling 2010).